# Oferenda Musical

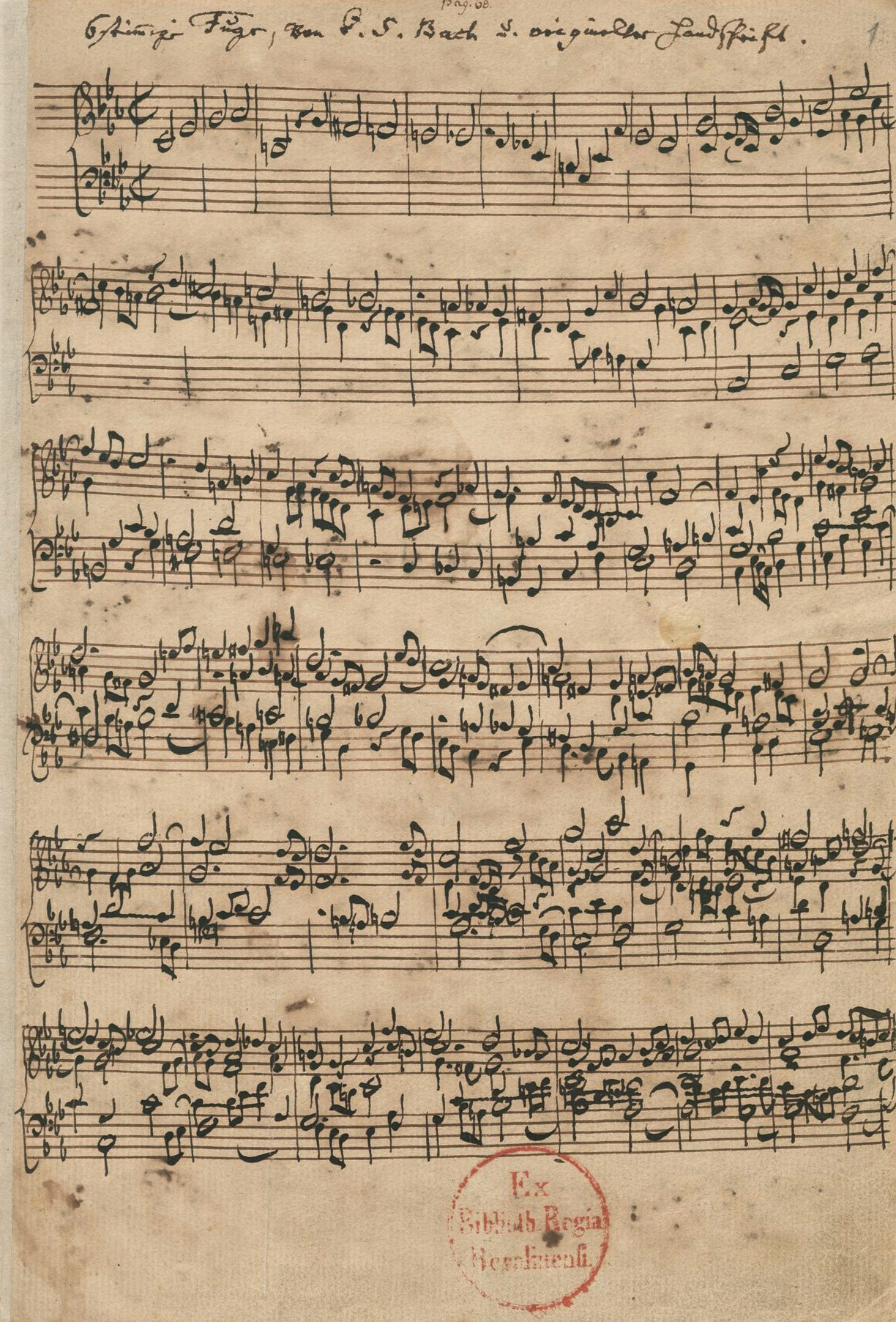
Fuga a seis vozes da obra Oferenda Musical, manuscrito de Johann Sebastian Bach.

A Oferenda Musical (em alemão Musikalisches Opfer ou Das Musikalische Opfer), é uma coleção de cânones, fugas e outras obras musicais de Johann Sebastian Bach, baseada num tema musical de Frederico II da Prússia (Frederico, o Grande) e a ele dedicada.

## A música

### O tema do rei
A coleção tem sua origem num encontro entre Bach e Frederico II em 7 de maio de 1747. O encontro, que se deu na residência do rei em Potsdam, foi conseqüência do filho de Bach, Carl Philipp Emanuel Bach estar ali trabalhando como músico da corte. Frederico queria mostrar a Bach uma novidade. O pianoforte foi inventado uns poucos anos antes e o rei tinha esse instrumento experimental, alegadamente o primeiro que Bach viu. Bach, que era bem conhecido por seu talento na arte da improvisação, recebeu o seguinte tema, o Thema Regium ("tema do rei"), para improvisar uma fuga:
Segundo Gaines, a proposta de Frederico, na realidade era para humilhar o velho Bach, pois o tema fornecido fora construído de tal forma que imaginava-se impossível aplicar a ele as regras da polifonia. Inicialmente Frederico ordenou que Bach improvisasse sobre o tema uma fuga a três vozes, o que para espanto do Rei e admiração de todos os presentes Bach fez de imediato, segundo noticiado. Insatisfeito o Rei mandou que ele, desta feita, improvisasse uma fuga a seis vozes, uma tarefa considerada impossível por todos, inclusive os os músicos do Rei, os melhores e os mais competentes da época. Bach, que então contava com 62 anos, e que mal chegara de viagem e fora convocado ao palácio sem ter tido tempo de descansar, se desculpou alegando exaustão da viagem, e em 15 dias mandou para o Rei sua resposta ao desafio na forma da Oferenda Musical.
Que Bach, aparentemente entendeu o objetivo escuso por trás da proposta do Rei é mais ou menos evidente (embora não possa ser provado) pelo nome que ele deu ao conjunto de peças, já que em alemão Opfer não significa apenas Oferenda, mas também pode significar uma oferta de uma vítima em sacrifício.
Schoemberg levanta a hipótese (não comprovada) de que o tema, criado para humilhar Bach publicamente e que, pela sua complexidade, para atender ao objetivo proposto de não permitir o tratamento polifônico, teria sido composto pelo próprio filho de Bach, Johann Christian, uma vez que Frederico não possuía o conhecimento musical necessário para elaborar uma peça dessa natureza.
Duas semanas após o encontro, Bach publicou o conjunto de obras que conhecemos como A Oferenda Musical, baseadas neste tema. Bach escreveu na obra: Regis Iussu Cantio Et Reliqua Canonica Arte Resoluta (tema fornecido pelo rei com acréscimos, resolvido no estilo canônico, cuja primeiras letras do texto latino formam a palavra Ricercar, um nome usado no passado para a fuga.

### Estrutura, instrumentação
Na sua forma final, A Oferenda Musical compreende:
- Dois ricercares escritos em tantas pautas quanto o número de vozes:
  - um ricercar a 6 (fuga a seis vozes)
  - um ricercar a 3 (fuga a três vozes)
- Dez cânones:
  - Canones diversi super Thema Regium:
    - 2 Cânones a 2
    - Cânone a 2, per motum contrarium
    - Cânone a 2, per augmentationem, contrario motu
    - Cânone a 2, per tonos

  - Cânone perpetuus
  - Fuga canônica
  - Cânone a 2 Quaerendo invenietis
  - Cânone a 4
  - Cânone perpetuus, contrario motu
- Sonata sopr'il Soggetto Reale – uma sonata trio em quatro movimentos, para flauta, um instrumento que Frederico tocava:
  - Largo
  - Allegro
  - Andante
  - Allegro

Além da sonata trio, escrita para flauta, violino e baixo contínuo, as demais peças têm pouca indicação da instrumentação a ser utilizada.
Os ricercares e os cânones têm sido executados de diversas maneiras. Os ricercari são, com frequência, executados ao teclado. Um conjunto de músicos de câmara, alternando os grupos de instrumentos e utilizando uma instrumentação semelhante à da sonata trio habitualmente interpreta os cânones. Mas também existem gravações com um ou mais instrumentos de tecla (piano, cravo) e instrumentações maiores,como uma orquestra.
Como a versão impressa dá a impressão de ser organizada para diminuir o número de "viradas" de página, a ordem das peças pretendida por Bach (se alguma ordem era pretendida) é incerta embora seja costume iniciar a obra com o Recercare a 3 e tocar a sonata trio no final. Comumente se interpretam juntos os Canones super Thema Regium.

### Enigmas musicais
Alguns dos cânones da Oferenda Musical são representados na partitura original por não mais do que pequena melodia monódica com alguns compassos, junto com uma uma inscrição enigmática, em Latim, colocada acima da melodia. Estes trechos são normalmente chamados de 'fugas-enigma' (algumas vezes, de maneira mais apropriada, chamadas de cânones-enigma). Esperava-se que, resolvendo os enigmas, os executantes interpretassem a música como uma obra com várias partes (uma obra com várias melodias entrelaçadas). Tem sido argumentado que alguns destes enigmas têm mais de uma solução possível, embora atualmente, a maioria das edições impressas da partitura apresentem apenas uma solução mais ou menos "padronizada", de modo que os intérpretes podem executar a obra sem se preocupar com o latim ou com o enigma.
Um dos cânones-enigma, in augmentationem, isto é, com o tamanho (a duração) das notas aumentada, tem a inscrição: Notulis crescentibus crescat Fortuna Regis (possa a fortuna do rei aumentar como o tamanho das notas), enquanto que um cânone modulante que termina num tom maior do que o tom em que começou, tem a inscrição: Ascendenteque Modulationis ascendat Gloria Regis (que a glória do rei aumente como uma modulação ascendente).

## Como foi recebido
Sabe-se pouco a respeito da reação de Frederico com relação à partitura a ele dedicada, se ele tentou resolver os enigmas ou se ele tocou a parte da flauta da sonata trio. Frederico era conhecido por não gostar de música complicada e logo depois da visita de Bach ele entrou numa campanha militar, portanto é possível que o presente não tenha sido bem recebido.

## Adaptações e citações do século XX

### Arranjos

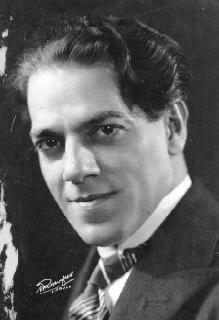
Villa-Lobos

O "Ricercar a 6" sofreu diversos arranjos, tendo sido Anton Webern o seu arranjador mais importante, o qual, em 1935, escreveu uma versão para pequena orquestra notável por seu estilo  Klangfarbenmelodie, isto é, linhas melódicas que passam de um instrumento para outro depois de um pequeno número de notas, cada nota recebendo a "coloração tonal" do instrumento em que é executada:
Bart Berman compôs três novos cânones baseados no Tema Real, que foram publicados em 1978 como um suplemento especial de feriado do jornal musical holandês Mens en Melodie (publicado por Elsevier).
Sofia Gubaidulina mais tarde utilizou o Tema Real da Oferenda Musical em seu concerto para violino Ofertorium (1980). Orquestrado conforme um arranjo semelhante ao de Webern, o tema é desconstruído nota a nota através de uma série de variações, e é reconstruído na forma de um hino da Igreja Ortodoxa Russa.
Heitor Villa-Lobos, compositor brasileiro, inspirou-se no Tema Real para compor a bachiana brasileira nº 4.

## Referência
- A Oferenda Musical foi citada e deliberadamente interpretada por Douglas Hofstadter no seu famoso livro Gödel, Escher, Bach.
- Reinhard Boess: Die Kunst des Raetselkanons im ’musikalischen Opfer’, 1991, 2 vols., ISBN 3-7959-0530-3
- James R. Gaines: Evening in the Palace of Reason. Fourth Estate, 2005, ISBN 0-00-715658-8 (Johann Sebastian Bach encontra Frederico o Grande)